# Nycticorax kalavikai
Nycticorax kalavikai é uma espécie extinta de ave que era endêmica da ilha de Niue.